# Generał pułkownik lotnictwa
Generał pułkownik lotnictwa (ros. генерал-полковник авиации) – stopień wojskowy w korpusie wyższych oficerów w Siłach Powietrznych ZSRR w latach 1940–1984; wyższy od stopnia generała-porucznika lotnictwa, niższy zaś od generała armii.